# Harland Svare
Harland Svare (Clarkfield, 25 de novembro de 1930 – Steamboat Springs, 4 de abril de 2020) foi um jogador de futebol americano estadunidense que foi campeão da temporada de 1956 da National Football League jogando pelo New York Giants.

## Morte
Morreu no dia 4 de abril de 2020 em Steamboat Springs, aos 89 anos, de parada respiratória.